# Валентайн, Джозеф
Джозеф Валентайн (англ. Joseph Valentine; 24 июля 1900, Нью-Йорк, Нью-Йорк — 18 мая 1949, Чевиот Хилс, Калифорния) — американский кинооператор. Лауреат премии «Оскар» за лучшую операторскую работу в фильме «Жанна д’Арк».

## Биография
Родился 24 июля 1900 года в Нью-Йорке, США. Начал работать кинооператором с 1924 года. Известен по фильмам «Диверсант», «Тень сомнения» и «Верёвка» режиссёра Альфреда Хичкока, а также по фильму «Жанна д’Арк» Виктора Флеминга. Всего за свою карьеру поработал на съёмках 75 фильмов. Состоял в Американском обществе кинооператоров.
Умер 18 мая 1949 года в Чевиот-Хилс, США.

## Избранная фильмография
- 1927 — Седьмое небо / 7th Heaven (реж. Фрэнк Борзейги)
- 1936 — Когда мы снова полюбим / Next Time We Love (реж. Эдвард Х. Гриффит)
- 1938 — Тот самый возраст / That Certain Age (реж. Эдвард Людвиг)
- 1940 — Весенний вальс / Spring Parade (реж. Генри Костер)
- 1940 — Одна ночь в тропиках / One Night in the Tropics (реж. А. Эдвард Сазерленд)
- 1941 — Человек-волк / The Wolf Man (реж. Джордж Ваггнер)
- 1942 — Диверсант / Saboteur (реж. Альфред Хичкок)
- 1943 — Тень сомнения / Shadow of a Doubt (реж. Альфред Хичкок)
- 1947 — Одержимая / Possessed (реж. Кёртис Бернхардт)
- 1948 — Спи, моя любовь / Sleep, My Love (реж. Дуглас Сирк)
- 1948 — Верёвка / Rope (реж. Альфред Хичкок)
- 1948 — Жанна д’Арк / Joan of Arc (реж. Виктор Флеминг)

## Награды и номинации
- Премия «Оскар» за лучшую операторскую работу
  - Номинировался в 1938 году за фильм «Крылья над Гонолулу[англ.]»[5]
  - Номинировался в 1939 году за фильм «Без ума от музыки[англ.]»[6]
  - Номинировался в 1940 году за фильм «Первый бал[англ.]»[7]
  - Номинировался в 1941 году за фильм «Весенний вальс»[8]
  - Лауреат 1949 года совместно с Уинтоном Хоком и Уильямом Сколлом за фильм «Жанна д’Арк»[9]